# Bucaramanga
Bucaramanga är en kommun och stad i Colombia.   Den ligger i departementet Santander, i den centrala delen av landet, 300 km norr om huvudstaden Bogotá. Antalet invånare i kommunen är 516 512.
Bucaramanga är administrativ huvudort för departementet Santander och grundades 1622.

## Stad och storstadsområde
Staden hade 514 568 invånare år 2008.
Storstadsområdet, Área Metropolitana de Bucaramanga, hade totalt 1 055 309 invånare år 2008 på en yta av 1 316 km². Området består av Bucaramanga samt kommunerna Floridablanca, Girón och Piedecuesta.